# Giochi olimpici speciali

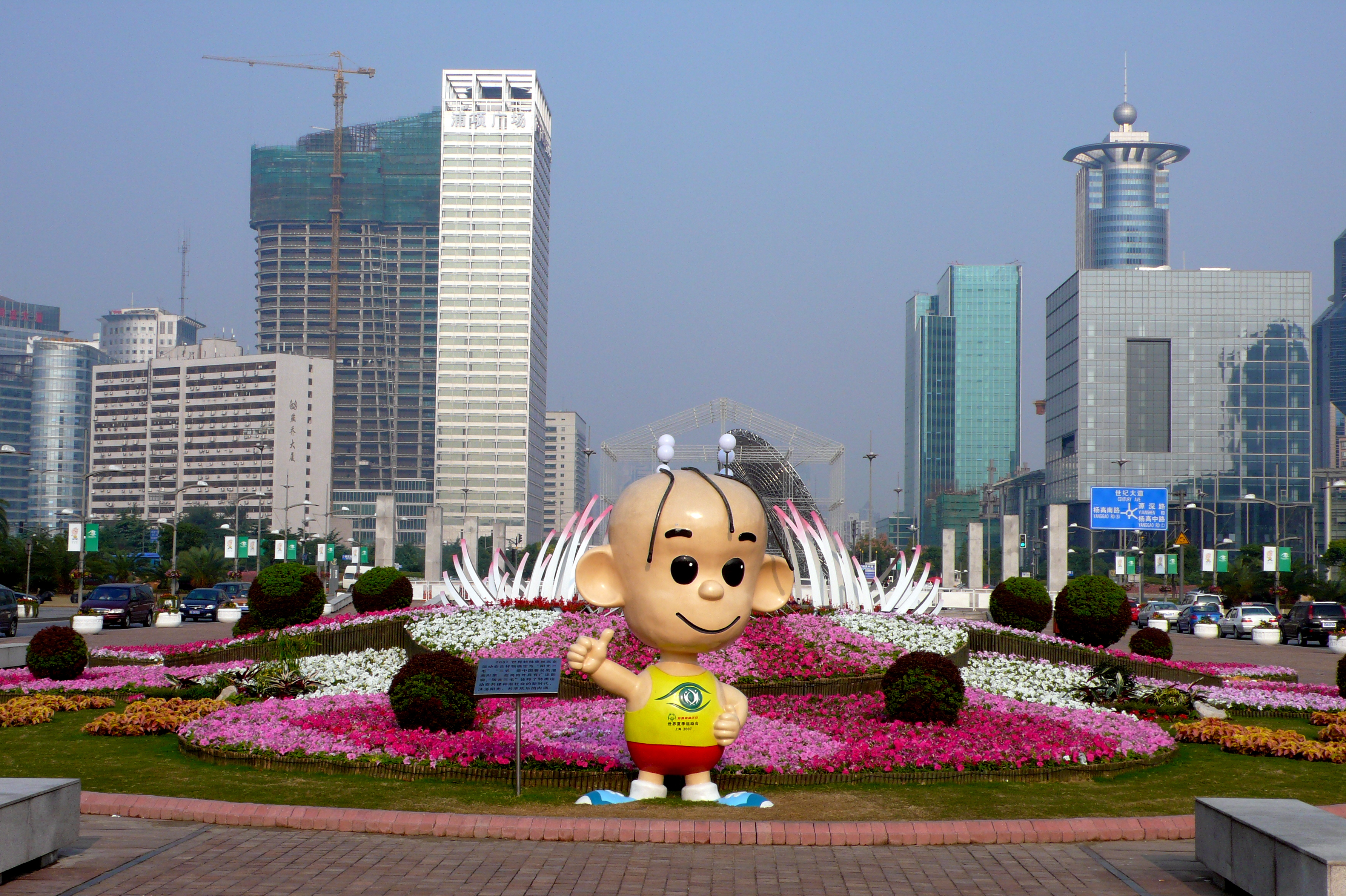
La mascotte dell'edizione 2007 di Shanghai

I Giochi Olimpici Speciali sono una manifestazione multisportiva per atleti con disabilità intellettiva, organizzata, con cadenza biennale (ogni quattro anni l'edizione estiva e quella invernale, sfalsate di due anni esattamente come avviene per i Giochi olimpici) dalla Special Olympics, Inc. (SOI), associazione internazionale membro di SportAccord.

## Edizioni
| Anno | Giochi olimpici speciali estivi | Giochi olimpici speciali estivi | Giochi olimpici speciali estivi | Giochi olimpici speciali invernali | Giochi olimpici speciali invernali | Giochi olimpici speciali invernali |
| Anno | N.                              | Sede                            | Periodo                         | N.                                 | Sede                               | Periodo                            |
| ---- | ------------------------------- | ------------------------------- | ------------------------------- | ---------------------------------- | ---------------------------------- | ---------------------------------- |
| 1968 | I                               | Chicago                         | 20 luglio                       |                                    |                                    |                                    |
| 1970 | II                              | Chicago                         | 13-15 agosto                    |                                    |                                    |                                    |
| 1972 | III                             | Los Angeles                     | 13-18 agosto                    |                                    |                                    |                                    |
| 1975 | IV                              | Mount Pleasant                  | 8-13 agosto                     |                                    |                                    |                                    |
| 1977 |                                 |                                 |                                 | I                                  | Steamboat Springs                  | 5-11 febbraio                      |
| 1979 | V                               | Brockport                       | 8-13 agosto                     |                                    |                                    |                                    |
| 1981 |                                 |                                 |                                 | II                                 | Smugglers' Notch e Stowe           | 8-13 marzo                         |
| 1983 | VI                              | Baton Rouge                     | 12-18 luglio                    |                                    |                                    |                                    |
| 1985 |                                 |                                 |                                 | III                                | Park City                          | 24-29 marzo                        |
| 1987 | VII                             | Notre Dame                      | 31 luglio - 1º agosto           |                                    |                                    |                                    |
| 1989 |                                 |                                 |                                 | IV                                 | Lago Tahoe e Reno                  | 1-8 aprile                         |
| 1991 | VIII                            | Minneapolis e Saint Paul        | 19-27 luglio                    |                                    |                                    |                                    |
| 1993 |                                 |                                 |                                 | V                                  | Salisburgo e Schladming            | 20-27 marzo                        |
| 1995 | IX                              | New Haven                       | 1-9 luglio                      |                                    |                                    |                                    |
| 1997 |                                 |                                 |                                 | VI                                 | Collingwood e Toronto              | 1-8 febbraio                       |
| 1999 | X                               | Chapel Hill, Durham e Raleigh   | 26 giugno - 4 luglio            |                                    |                                    |                                    |
| 2001 |                                 |                                 |                                 | VII                                | Anchorage                          | 4-11 marzo                         |
| 2003 | XI                              | Dublino                         | 21-29 giugno                    | [ 1 ]                              | [ 1 ]                              | [ 1 ]                              |
| 2005 |                                 |                                 |                                 | VIII                               | Nagano                             | 26 febbraio - 4 marzo              |
| 2007 | XII                             | Shanghai                        | 2-11 ottobre                    |                                    |                                    |                                    |
| 2009 |                                 |                                 |                                 | IX                                 | Boise                              | 6-13 febbraio                      |
| 2011 | XIII                            | Atene                           | 25 giugno - 4 luglio            |                                    |                                    |                                    |
| 2013 |                                 |                                 |                                 | X                                  | Pyeongchang                        | 29 gennaio - 6 febbraio            |
| 2015 | XIV                             | Los Angeles                     | 25 luglio - 2 agosto            |                                    |                                    |                                    |
| 2017 |                                 |                                 |                                 | XI                                 | Graz e Schladming                  | 14 – 25 marzo                      |
| 2019 | XV                              | Abu Dhabi                       | 14-21 marzo                     |                                    |                                    |                                    |
| 2022 |                                 |                                 |                                 | XII                                | Kazan'(annullati)                  | 21 – 28 gennaio 2023               |
| 2023 | XVI                             | Berlino                         | 16-25 giugno                    |                                    |                                    |                                    |
| 2025 |                                 |                                 |                                 | XIII                               | Torino                             | 8 – 15 marzo                       |

## Simbolo (Fiamma della Speranza)
La Flame of Hope (Fiamma della Speranza) è il simbolo delle Special Olympics.

## Discipline
Sport estivi
- Atletica leggera
- Badminton
- Bocce
- Bowling
- Calcio
- Ciclismo
- Equitazione
- Hockey su prato indoor
- Golf
- Ginnastica
- Judo
- Pallacanestro
- Pallamano
- Pallavolo
- Pattinaggio a rotelle
- Powerlifting
- Softball
- Sport acquatici
- Tennis
- Tennis tavolo
- Vela

Sport invernali
- Hockey su ghiaccio
- Pattinaggio di figura
- Pattinaggio di velocità
- Sci alpino
- Sci di fondo
- Snowboard
- Snowshoeing